# Марлборо-Медоус (Меріленд)
Марлборо-Медоус (англ. Marlboro Meadows) — переписна місцевість (CDP) в США, в окрузі Графство принца Георга штату Меріленд. Населення — 3655 осіб (2020).

## Географія
Марлборо-Медоус розташоване за координатами 38°51′5″ пн. ш. 76°42′39″ зх. д. / 38.85139° пн. ш. 76.71083° зх. д. (38.851409, -76.710707).  За даними Бюро перепису населення США в 2010 році переписна місцевість мала площу 15,99 км², з яких 15,77 км² — суходіл та 0,21 км² — водойми.

## Демографія
Згідно з переписом 2010 року, у переписній місцевості мешкали 3672 особи в 1225 домогосподарствах у складі 960 родин. Густота населення становила 230 осіб/км².  Було 1290 помешкань (81/км²).
Расовий склад населення:
| - 85,8 % — чорних або афроамериканців - 10,0 % — білих - 1,0 % — азіатів - 0,1 % — вихідців з тихоокеанських островів - 0,1 % — корінних американців |

До двох чи більше рас належало 2,1 %. Частка іспаномовних становила 3,0 % від усіх жителів.
За віковим діапазоном населення розподілялося таким чином: 24,6 % — особи молодші 18 років, 63,3 % — особи у віці 18—64 років, 12,1 % — особи у віці 65 років та старші. Медіана віку мешканця становила 39,8 року. На 100 осіб жіночої статі у переписній місцевості припадало 83,3 чоловіків;  на 100 жінок у віці від 18 років та старших — 84,3 чоловіків також старших 18 років.
Середній дохід на одне домашнє господарство  становив 92 035 доларів США (медіана — 80 875), а середній дохід на одну сім'ю — 100 199 доларів (медіана — 89 844). Медіана доходів становила 56 080 доларів для чоловіків та 54 375 доларів для жінок. За межею бідності перебувало 5,9 % осіб, у тому числі 7,4 % дітей у віці до 18 років та 6,0 % осіб у віці 65 років та старших.
Цивільне працевлаштоване населення становило 2057 осіб. Основні галузі зайнятості: публічна адміністрація — 19,5 %, освіта, охорона здоров'я та соціальна допомога — 18,7 %, транспорт — 12,9 %, роздрібна торгівля — 11,6 %.